# Радиационная биохимия
Радиационная биохимия (биохимия радиационных поражений) — одно из направлений радиобиологии, изучающее влияние излучений на входящие в состав организмов химические вещества, их структуру, распределение, превращения и функции.
В основном радиационная биохимия изучает изменение обмена веществ после облучения, то есть различные нарушения метаболизма.
| Основные изменения |
| --- |
| Острая лучевая болезнь - Поражение кроветворной, сосудистой, пищеварительной систем, ЦНС, - Лучевая гибель Причины нарушений: - повреждение клеток - нарушение метаболизма (снижение синтеза нуклеиновых кислот и белков в радиочувствительных органах) |